# General Admission
General Admission (englisch für „allgemeiner Einlass“) ist das zweite Studioalbum des US-amerikanischen Rappers Machine Gun Kelly. Es erschien am 16. Oktober 2015 über die Labels Bad Boy Entertainment und Interscope Records.

## Produktion
Bei dem Album fungierten Labelchef Sean Combs, Machine Gun Kelly selbst, Harve Pierre und James McMillan als Executive Producers. Die Musik wurde von einer Vielzahl an Musikproduzenten produziert, darunter Jim Jonsin, JP Did This 1 und J.U.S.T.I.C.E. League.

## Covergestaltung
Das Albumcover zeigt ein gemaltes Bild einer Stadt, die sich an einer Klippe befindet. Auf der Klippe steht ein Baum, vor dem ein Kind sitzt. Links oben im Bild befinden sich die Schriftzüge Machine Gun Kelly und General Admission in Weiß bzw. Schwarz vor blauem Himmel.

## Gastbeiträge
Auf vier Liedern des Albums sind neben Machine Gun Kelly weitere Musiker vertreten. So ist die Rocksängerin Lzzy Hale auf Spotlight zu hören, während der Rocksänger Kid Rock beim Song Bad Mother Fucker einen Gastauftritt hat. Auf A Little More wird Machine Gun Kelly von der Sängerin Victoria Monét unterstützt und Gone ist eine Zusammenarbeitet mit dem Sänger Leroy Sanchez. Zudem sind auf dem Bonussong Till I Die Part II Bone Thugs-N-Harmony, French Montana, Yo Gotti und Ray Cash vertreten.

## Titelliste
| #  | Titel               | Gastbeiträge   | Produzenten                                             | Länge |
| -- | ------------------- | -------------- | ------------------------------------------------------- | ----- |
| 1  | Spotlight           | Lzzy Hale      | Jim Jonsin                                              | 5:03  |
| 2  | Alpha Omega         |                | Narcotics                                               | 3:32  |
| 3  | Till I Die          |                | Machine Gun Kelly, Casey McPerry, J.U.S.T.I.C.E. League | 3:32  |
| 4  | Eddie Cane          |                | JP Did This 1                                           | 3:06  |
| 5  | Bad Mother Fucker   | Kid Rock       | JP Did This 1                                           | 3:33  |
| 6  | World Series        |                | Machine Gun Kelly, JP Did This 1, Slim Gudz             | 3:35  |
| 7  | Oz.                 |                | Jim Jonsin                                              | 2:58  |
| 8  | Everyday            |                | Nathan Fox, J.P. Floyd, Rami Beatz                      | 4:01  |
| 9  | Gone                | Leroy Sanchez  | Jim Jonsin                                              | 4:01  |
| 10 | Story of the Stairs |                | Ned Cameron, Grizz Lee                                  | 3:10  |
| 11 | Merry Go Round      |                | Jim Jonsin, Jennifer Decilveo                           | 4:05  |
| 12 | A Little More       | Victoria Monét | Tommy Brown                                             | 3:57  |
| 13 | All Night Long      |                | Pops                                                    | 7:02  |

Bonussongs der Deluxe-Edition:
| #  | Titel          | Gastbeiträge | Produzenten   | Länge |
| -- | -------------- | ------------ | ------------- | ----- |
| 14 | Make It Happen |              | JP Did This 1 | 4:42  |
| 15 | Round Here     |              | Slim Gudz     | 4:20  |
| 16 | Therapy        |              | Tommy Brown   | 3:33  |

Bonussongs der FYE-Edition:
| #  | Titel              | Gastbeiträge                                             | Produzenten                                             | Länge |
| -- | ------------------ | -------------------------------------------------------- | ------------------------------------------------------- | ----- |
| 17 | Life               |                                                          | Cool & Dre                                              | 3:59  |
| 18 | Till I Die Part II | Bone Thugs-N-Harmony, French Montana, Yo Gotti, Ray Cash | Machine Gun Kelly, Casey McPerry, J.U.S.T.I.C.E. League | 4:18  |

## Chartplatzierungen und Singles
| Professionelle Bewertungen | Professionelle Bewertungen |
| -------------------------- | -------------------------- |
| Kritiken                   |                            |
| Quelle                     | Bewertung                  |
| allmusic                   | [ 3 ]                      |

General Admission stieg am 23. Oktober 2015 für eine Woche auf Platz 94 in die deutschen Charts ein. Am erfolgreichsten war das Album in den Vereinigten Staaten, wo es Rang 4 erreichte.
Am 5. Januar 2015 wurde der Song Till I Die als erste Single des Albums veröffentlicht, gefolgt von der zweiten Auskopplung A Little More am 30. März. Die dritte Single World Series erschien am 25. September 2015 und am 2. Oktober wurde das Lied Gone ausgekoppelt.

## Auszeichnungen
Am 9. Dezember 2019 wurde General Admission für mehr als 500.000 Verkäufe in den Vereinigten Staaten mit einer Goldenen Schallplatte ausgezeichnet.